# Villanueva del Aceral
Villanueva del Aceral è un comune spagnolo di 176 abitanti situato nella comunità autonoma di Castiglia e León.